# Vittorio Camardese
Vittorio Camardese, né le 6 juillet 1929 et mort le 2 juillet 2010 à Potenza, est un guitariste et médecin italien.

## Biographie
Il fait ses études secondaires au Lycée Quinto Orazio Flacco (it) avant de partir à Rome. Ici, il décroche un diplôme en médecine et se spécialise en radiologie. 
Parallèlement, Vittorio Camerdese s'instruit lui même à la guitare. Il fréquente les principales salles du jazz romain : le Music Inn et le Folkstudio, période pendant laquelle il rencontre et joue avec Chet Baker, Tony Scott (musicien), Joe Venuti, Lelio Luttazzi, Romano Mussolini et Irio De Paula, d'entre autres. Il est un des premiers guitaristes à développer la technique connue aujourd'hui comme tapping.
En 1956, il a fait sa première apparition à la télévision lors de l'émission First Applause. Plusieurs années après, il apparaît dans Chitarra amore mio, en 1965, ainsi que dans Speciale per voi, en 1970.